# 錢皮恩城 (密蘇里州)
錢皮恩城（英語：Champion City）是位於美國密蘇里州富蘭克林縣的非建制地區。

## 歷史
錢皮恩城的郵局於1877年設立，其後於1911年停運。

## 地理
錢皮恩城所處的海拔為高於海平面233米（即764英呎），而該地所採用的時區為UTC-6，即北美中部時區（CST）。同時該地設有夏令時間，為UTC-6調快一小時，即UTC-5（CDT）。